# Coscinia melanopterina
Coscinia melanopterina är en fjärilsart som beskrevs av Fernandez 1933. Coscinia melanopterina ingår i släktet Coscinia och familjen björnspinnare. Inga underarter finns listade i Catalogue of Life.